# Верхогляд Дарина Сергіївна
Дарина Сергіївна Верхогляд (нар. 22 лютого 1992) — українська спортсменка, академічна веслувальниця, Заслужений Майстер Спорту, чемпіонка Європи, призерка чемпіонатів Європи, чемпіонка і призерка Універсіад, багаторазова чемпіонка України.

## Спортивна кар'єра
Дарина спочатку займалася легкою атлетикою, а потім перейшла на академічне веслування.
2010 року дебютувала на чемпіонаті світу серед юнаків — у Чехії виборола срібло в четвірках парних, чим здобула собі звання майстер спорту міжнародного класу.
- 2011 — VIII місце на молодіжному чемпіонаті світу U-23 в четвірках парних;
- 2012 — VII місце на молодіжному чемпіонаті світу U-23 в четвірках парних.

На літній Універсіаді, яка проходила з 6-о по 17-е липня у Казані, Дарина представляла Україну в академічному веслуванні у дисципліні четвірка без стернового. та завоювала бронзову нагороду разом із Євгенією Німченко, Ілоною Романеску та Катериною Шеремет.
У попередніх запливах дівчата відразу кваліфікувались до фіналу з другим результатом (7:05.69). У фіналі посіли третю сходинку (7:09.66), пропустивши вперед росіянок (6:59.92) та спортсменок з Південної Африки (7:07.44).
- 2013 — VII місце на молодіжному чемпіонаті світу U-23 в двійках розпашних без стернового;
- 2014 — V місце на чемпіонаті Європи в вісімках зі стерновим, VIII місце на молодіжному чемпіонаті світу U-23 в двійках розпашних без стернового; VI місце на етапі Кубку світу в четвірках парних;
- 2015 — V місце на чемпіонаті Європи в четвірках парних, XXI місце на чемпіонаті світу в двійках парних.

6 липня 2015 року на XXVIII Всесвітній літній Універсіаді в Кванджу (Республіка Корея) в складі четвірки розпашної без стернового (Дарина Верхогляд, Наталія Ковальова, Наталія Довгодько, Євгенія Німченко) фінішувала першою у змаганнях з академічного веслування.
- 2016 — III місце на етапі Кубку світу в четвірках парних, III місце на чемпіонаті Європи в четвірках парних; II місце на кваліфікаційній олімпійській регаті в четвірках парних.

На XXXI Олімпійських іграх 2016 року в складі парної четвірки (Дарина Верхогляд, Олена Буряк, Анастасія Коженкова і Євгенія Німченко) була четвертою.
- 2017 — IX місце на чемпіонаті Європи в четвірках парних, VIII місце на чемпіонаті світу в парних четвірках;
- 2018 — IV місце на етапі Кубку світу в четвірках парних, II місце на чемпіонаті Європи в четвірках парних, IX місце на чемпіонаті світу в парних четвірках;
- 2019 — III місце на чемпіонаті Європи в четвірках парних, XVI місце на чемпіонаті світу в в парних двійках.

## Державні нагороди
- Медаль «За працю і звитягу» (25 липня 2013) — за досягнення високих спортивних результатів на XXVII Всесвітній літній Універсіаді в Казані, виявлені самовідданість та волю до перемоги, піднесення міжнародного авторитету України[7]